# Conde de Unhão
Conde de Unhão foi um título nobiliárquico criado por D. Filipe III a favor de D. Fernão Teles de Meneses (- 1657) a 7 de Junho de 1636.

## Titulares
1. D. Fernão Teles de Meneses (- 1657)
2. D. Rui Teles de Meneses e Castro (- 1671)
3. D. Fernão Teles de Meneses e Castro (- 1687)
4. D. Rodrigo Xavier Teles de Meneses Castro e Silveira (1684 -)
5. D. João Xavier Fernão Teles de Meneses Castro e Silveira (1703 -)
6. D. Rodrigo Xavier Teles de Castro e Silveira (1744 - 1784)[2]